# 607 v.Chr.
Het jaar 607 v.Chr. is een jaartal volgens de christelijke jaartelling. 

## Gebeurtenissen
- Komeet Halley was zichtbaar tussen 15 en 26 maart en passeerde de aarde op een afstand van 13,5 miljoen kilometer.

### Babylonië
- Koning Nabopolassar van Babylon begint een veldtocht langs de Eufraat en verovert de stad Kimuhu.
- Kroonprins Nebukadnezar II breidt de handelsbetrekkingen uit tussen Babylon en het westen.

### Palestina
- Jehova's getuigen geloven dat Jeruzalem in dit jaar werd verwoest door Nebukadnezar II.[1] Dit was in werkelijkheid in 586 v.Chr. (of 587 v.Chr.).

## Geboren
- Ganadhar Sudharma Swami
- Pisistratus, tiran van Athene

## Overleden
- Kuang Wang, koning van de Zhou-dynastie